# Friedrich Ewald von Fircks

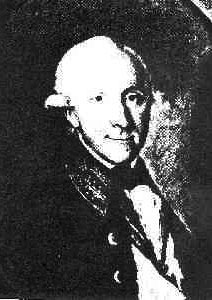
Friedrich Ewald von Fircks

Friedrich Ewald von Fircks (* Oktober 1733; † 12. Juni 1802 auf Schloss Hasenpoth) war Gutsbesitzer und kurländischer Landrat des Kreises Pilten.

## Leben
Er war der Sohn des Georg Friedrich von Fircks (1700–1776), Majoratsherr auf Schloss Nurmhusen und Sehnjen, und der Anna Elisabeth von der Brüggen (??–1794).
Fircks war Rittmeister, kurländischer Landrat des Landkreises Pilten, Erbherr u. a. auf Schloss Hasenpoth und Kalwen, die er beide aus dem Erbe seiner ersten Gemahlin besaß, Remessen und Stricken, Gutsherr auf Rudbahren, Kandeln und Stackeldangen.
Der jüdische Arzt Isaschar Falkensohn Behr widmete ihm als Landrat sein Erstlingswerk Gedichte eines polnischen Juden. Behr hatte einige Jahre bis 1775 in Hasenpoth als Arzt praktiziert und wurde dort von Fircks gefördert. Vermutlich erhielt Behr über Fircks Kontakte zu dessen Freimaurer-Kreis, die den aus ärmlichen Verhältnissen stammenden Behr dann ebenfalls förderten.
Fircks heiratete in erster Ehe am 12. Juni 1761 Eleonore von Behr (* 15. September 1746; † 24. Dezember 1799 auf Schloss Hasenpoth), Erbherrin auf Schloss Hasenpoth und Kalwen, Tochter des Ewald von Behr und der Juliane Eleonore von Bülow. Aus dieser ersten Ehe entstammen die vier Söhne Friedrich, Hermann, Christoph und Nikolaus.
In zweiter Ehe heiratete er am 7. Juli 1800 im Kirchspiel Neuhausen die verwitwete Elisabeth von Vietinghoff, geb. von Simolin (getauft 7. März 1764 in Mitau; † 10. Dezember 1830).